# 裏庭には…!
『裏庭には…!』（うらにわには…!）は、氷坂透（原作）・水鏡ひより（作画）による日本の4コマ漫画作品。芳文社の『まんがタイムきららMAX』2014年2月号から4月号までゲスト連載後、同年11月号から2016年9月号にかけて連載された。

## あらすじ
紫苑高校の学生寮・天刻荘（てんこくそう）に住む1年生、すみれ・桜子・雪乃・志津香の4名は寮長の指示で天刻荘の裏庭の管理を任されることになる。そこで4名は裏庭を管理することを目的とする新しい部活「裏庭部」を結成することになる。

## 登場人物
篠倉 すみれ（しのくら すみれ）
紫苑高校1年生。天刻荘201号室。
ちっちゃくてふわふわした印象の女の子だが、バストは大きく桜子や雪乃から羨ましがられている。
天然ボケな性格で学校の裏にある天刻荘を探して迷子になるなどドジも多いが、実家がケーキ屋だったこともあり、お菓子作りの才能は素晴らしいものがある。
中学時代、学校の庭の植物の世話をしては片っ端から枯らしてしまったことから、苦手を克服するという意味で裏庭部の活動に積極的。
美濃辺 桜子（みのべ さくらこ）
紫苑高校1年生。天刻荘201号室。
スラッとした長身で食いしん坊。
かわいい物に目が無く、同室のすみれに出会った時に「天使」だと思った。すみれには目が無く、彼女のことになると冷静でいられなくなる。
実はお嬢様で、華道・茶道・書道・剣道・弓道の達人であるが、その能力を発揮する機会はほとんどない。
伊佐 雪乃（いさ ゆきの）
紫苑高校1年生。天刻荘202号室。
ジト目が印象的で引っ込み思案の性格。
実はオタクで趣味は漫画収集や深夜アニメの視聴、コスプレ衣装の製作。裏庭部全員のユニフォームを1人で製作した。
同室の志津香とは幼馴染で自由奔放な彼女にいつも振り回されているが、彼女のことを気にしている。
仁科 志津香（にしな しづか）
紫苑高校1年生。天刻荘202号室。
明るくてフレンドリーな性格をしているが、いたずら好きな側面もある。
裏庭部での活動の他に他の部活の助っ人としても活躍しており、同室でもある幼馴染の雪乃がマネージャー役になっている。
ニックネームを付けるのが好きですみれは「すみっこ」、雪乃は「ゆきのん」と呼んでいる。桜子には「らっきー」と付けたが桜子本人からは不評で使われていない。
寮長
天刻荘の寮長。年齢不詳で、桜子が初めて会った時には小学生と勘違いされた。
猫をこよなく愛しており、寮内にたくさんの猫を飼っている。
すみれ達寮生に裏庭の管理をさせたり、訪問者の応対のために即席のカフェを開かせたりするなど、人遣いは荒い。
裏庭部の顧問教師でもあるが、それは彼女が単なる寮長ではなく紫苑高校の校長でもあるからなのだが、その事実にすみれ達は気づいていない。
メイドさん
天刻寮の寮長（実は紫苑高校の校長）付のメイド。何故か猫耳と尻尾を付けている。
すみれ達が来るまでは寮の管理を多くを彼女が行っており、特に寮の露天風呂は彼女が1日で源泉を掘り当てたもの（寮長談）。
寮の猫たちと何らかの関係性があるらしいが、その真相は不明。

## 書籍情報
- 原作：氷坂透・作画：水鏡ひより 『裏庭には…！』芳文社〈まんがタイムKRコミックス〉、全2巻
  1. 2015年10月27日発売 ISBN 978-4-8322-4630-0
  2. 2016年09月27日発売 ISBN 978-4-8322-4747-5